# Юліське герцогство
Юліське герцогство (нім. Herzogtum Jülich нід. Hertogdom Gulik фр. Duché de Juliers) — васальна держава у складі Священної Римської імперії з XI по XVIII зі столицею в місті Юліх. Герцогство лежало на захід від річки Рейн і на схід від річки Маас та межувало з Кельнським курфюрством на сході та Лімбурзьким герцогством на заході. Воно включало території по обох берегах річки Рур навколо своєї столиці Юліха — колишнього римського Юліакума (Iuliacum) — у нижній Рейнській області. У 1423 році герцогство об'єдналося з Берзьким графством за Рейном, і з того часу також стало називатися Юліх-Берзьким герцогством. Пізніше воно стало частиною держави Об'єднані герцогства Юліх-Клеве-Берг.
Територія герцогства лежить на території сучасної Німеччини (частина Північного Рейну-Вестфалії) і в сучасних Нідерландах (частина провінції Лімбург), її населення розмовляє тим самим лімбурзьким діалектом.

## Історія

### Графство
У IX столітті якийсь Матфрід був графом Юліським (лат. pagus Juliacensis). Перша згадка про графа в гау Юліх в Нижній Лотарингії відноситься до Герхарда I у 1003 році; його онук Герхард III почав називати себе графом Юліським в 1081 році.

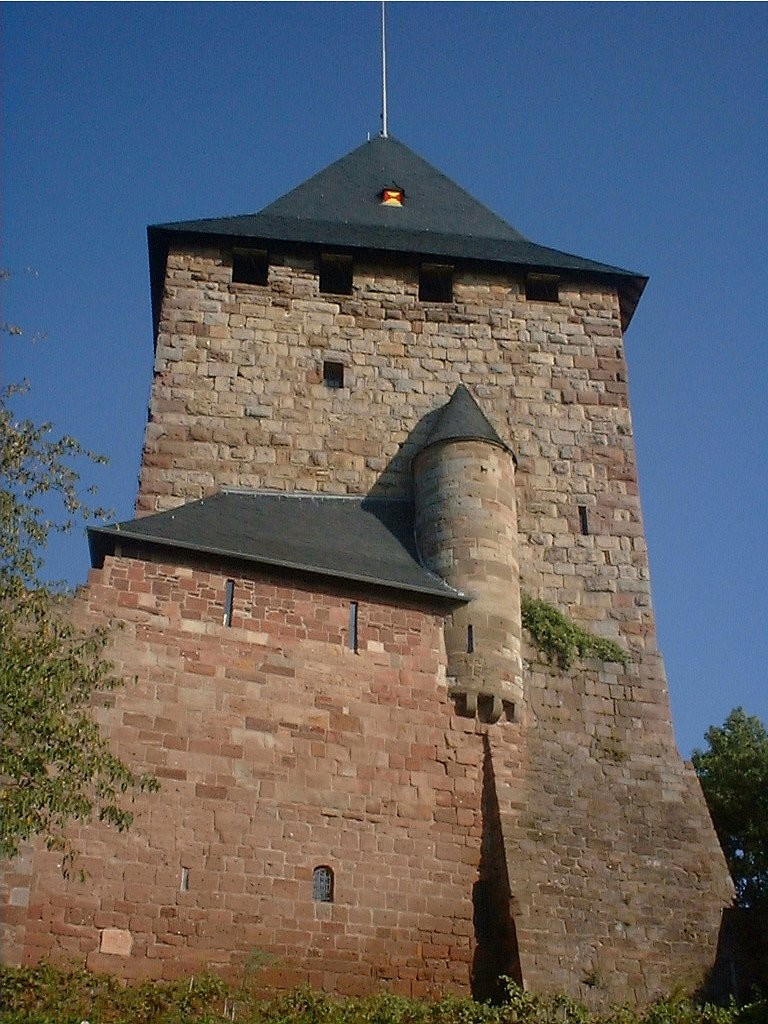
Замок Нідегген

Вільгельм IV, який став графом у 1219 році, значно розширив територію і в 1234 році надав Юліху привілеї міста. До 1240 року його територіальна експансія призвела до конфлікту на східній стороні його території з архієпископом Кельна Конрадом фон Хохстаденом, чиї війська спустошили місто через п'ять років.
Син Вільгельма IV Вальрам (граф з 1278 по 1297) залишався затятим противником єпископства, підтримуючи герцога Іоанна I Брабантського в 1288 році в битві при Воррінгені проти архієпископа Зигфріда II Вестербурзького. Вальрама змінив його молодший брат граф Герхард V, який виступив на боці німецького короля Адольфа Нассауського проти його суперника Альберта I Габсбурга. Герхарду вдалося зберегти свої території після того, як Адольф Нассауський програв битву при Голльгаймі в 1298 році, а в 1314 році підтримав коронацію Людовика IV Віттельсбаха в сусідньому місті Ахен, знову проти волі єпископа Кельна.

### Герцогство
Герхард помер у 1328 році. Його старший син став графом Вільгельмом V. Молодший син Герхарда Вальрам став архієпископом Кельна в 1332 році. У 1336 році граф Вільгельм отримав титул маркграфа від імператора Людовіка IV, а в 1356 році імператор Карл IV Люксембурзький підвищив Вільгельма V в ранг герцога. Його син герцог Вільгельм II, однак, втягнувся в запеклу ворожнечу зі зведеним братом імператора Вацлавом Люксембурзьким, герцогом Брабантським, якого він переміг у битві при Бесвайлері в 1371 році.
Згодом історія Юліха тісно переплелася з історією його сусідів: Клевським та Берзьким герцогствами, а також з Гелдернським герцогством та Маркським графством: герцог Вільгельм II одружився з Марією, дочкою герцога Рейнольда II з Гельдерса, і самою герцогинею після смерті. Її зведеного брата Рейнольда III Гульдерського в 1371 році. Вільгельм II врегулював конфлікт з імператорським домом Люксембургу, і його син Вільгельм III успадкував обидва герцогства, ставши тим самим Вільгельмом I Гелдернським і Юліським.
У 1402 році герцог Вільгельм I помер, не маючи жодного законного нащадка. Його наступником став його молодший брат Рейнальд IV, герцог Гелдернський і Юліський, який також помер без спадкоємців у 1423 році. Гелдерландські маєтки обрали герцогом Арнольда Егмондського, тоді як Юліх об'єднався з Бергом і перейшов до Адольфа, герцога Юліх-Берзького, який належав до молодшої гілки і отримав Берг внаслідок одруження одного зі своїх предків.
У 1511 році герцог Іоанн III Клевський успадкував Юліх і Берг через шлюб з Марією Юліх-Берзькою, дочкою останнього герцога Вільгельма IV. Вона успадкувала володіння свого батька: Юліх і Берг з Равенсберзьким графством. З 1521 року Юліх-Берзьке герцогство і Клевське герцогство у персональній унії під керівництвом герцога Іоанна III утворили державу Об'єднані герцогства Юліх-Клеве-Берг.
Коли останній герцог Юліх-Клеве-Бергу помер без прямих спадкоємців у 1609 році, спалахнула війна за Юліську спадщину. Вона завершилась Ксантенським договором 1614 року, який розділив окремі герцогства між Пфальц-Нойбургом і Бранденбурзьким маркграфством. Юліх і Берг відійшли до пфальцграфа Вольфганга Вільяма Нойбурзького, а після того, як останній герцог Пфальц-Нойбурга (також курфюрст Пфальцу з 1685 р.) Карл III Філіп помер без потомства в 1742 р., Юліха і Берга успадкував граф Карл Теодор Пфальц-Зульцбаський (також після 1777 р. герцог Баварський).
У 1794 році революційна Франція окупувала Юліське герцогство, яке стало частиною французького департаменту Рур. Люневільський договір 1801 року офіційно визнав передачу Юліського герцогства Франції. У 1815 році, після поразки Наполеона, герцогство стало частиною прусської провінції Юліх-Клеве-Берг (після 1822 року частина прусської Рейнської провінції), за винятком міст Сіттард і Тегелен, які стали частиною Об'єднаного королівства Нідерландів.

## Правителі

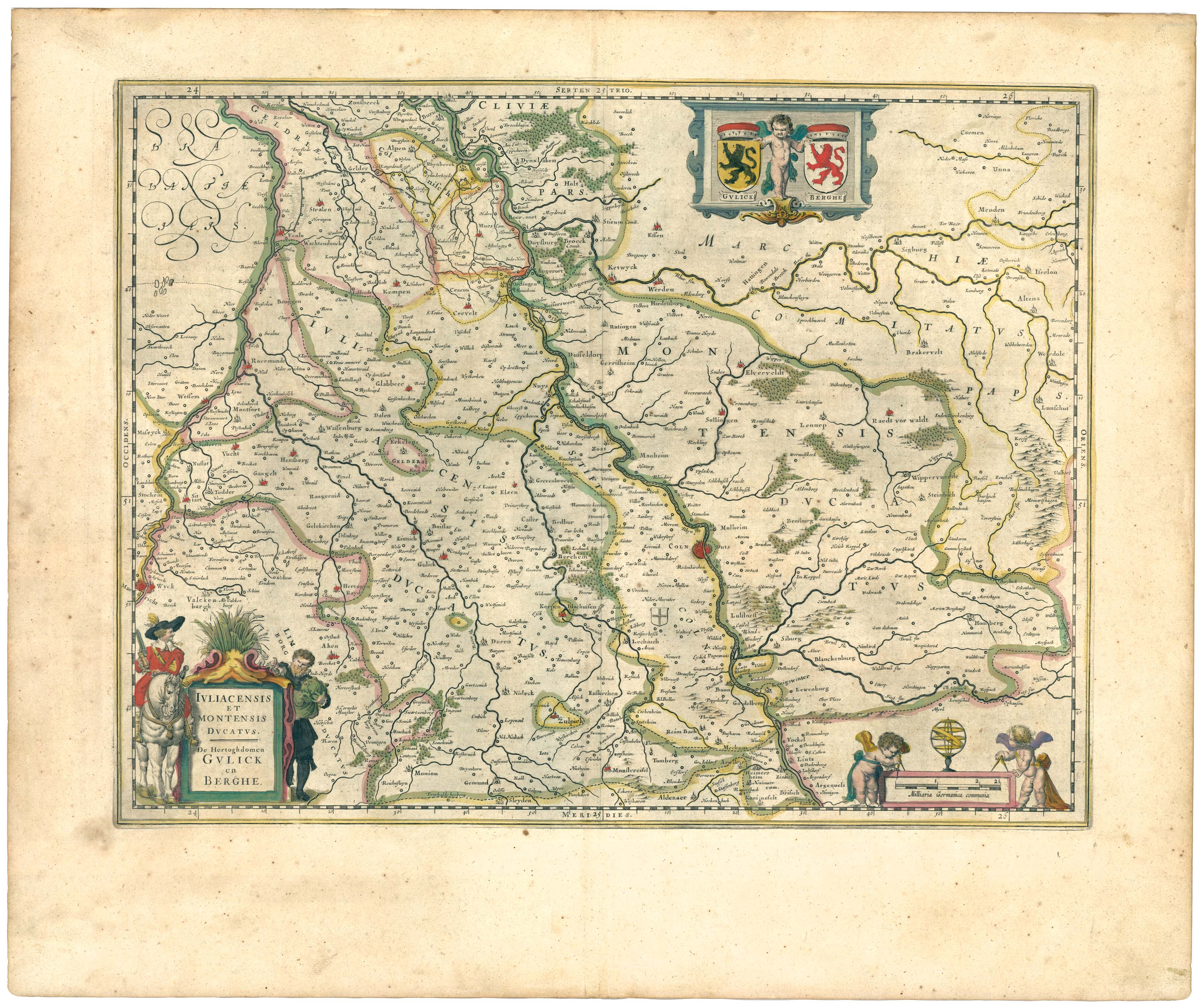
Карта герцогства Юліх-Берг від Theatre of the World, or A New Atlas of Maps and Representations of All Regions, edited by Willem and Joan Blaeu, 1645

### Графи Юліські
- 1003—1029 Герхард I, граф у гау Юліх
- 1029—1081 Герхард II
- 1081—1128 Герхард III, граф Юліський
- 1128—1142 Герхард IV
- 1142—1176 Вільгельм I
- 1176—1207 Вільгельм II
- 1207—1219 Вільгельм III
- 1219—1278 Вільгельм IV
- 1278—1297 Вальрам
- 1297—1328 Герхард V
- 1328—1356 Вільгельм V, маркграф з 1336, герцог з 1356 як Вільгельм I

### Герцоги Юліські
(1393–1423 в унії з Гелдерном, з 1423 з Бергом, з 1437 з Равенсбергом)
- 1356—1361 Вільгельм I (раніше граф Юліха)
- 1362—1393 Вільгельм II
- 1393—1402 Вільгельм III, також герцог Гелдернський з 1377 року
- 1402—1423 Рейнальд
- 1423—1437 Адольф
- 1437—1475 Герхард
- 1475—1511 Вільгельм IV

### Дім Ла Марків, герцоги
(з 1521 р. у складі Об'єднаних герцогств Юліх-Клеве-Берг)
- 1511—1539 Іван
- 1539—1592 Вільгельм V
- 1592—1609 Йоганн Вільгельм I

### Дім Віттельсбахів, герцоги
(в союзі з Бергом і Пфальц-Нойбургом, після 1690 також з Пфальцким курфюрством, з 1777 також з Баварією)
- 1614—1653 Вольфганг Вільгельм
- 1653—1679 Філіпп Вільгельм
- 1679—1716 Йоганн Вільгельм II
- 1716—1742 Карл Філіпп
- 1742—1794 Карл Теодор

## Міста
Кілька міст і муніципалітетів належали до герцогства Юліх: — Юліх • Дюрен • Мюнстерайфель • Ойскірхен • Нідегген • Бергхайм • Кастер • Гревенбройх • Менхенгладбах • Дален • Дюлькен • Лінніх • Рандерат • Брюгген • Süchteln • Aldenhoven • Хаймбах • Моншау • Вассенберг • Хайнсберг • Гангельт • Гайленкірхен • Вальдфейхт • Сіттард • Susteren • Зінціг • Тегелен • Ремаген.

## Відомі виходці з Юліського герцогства

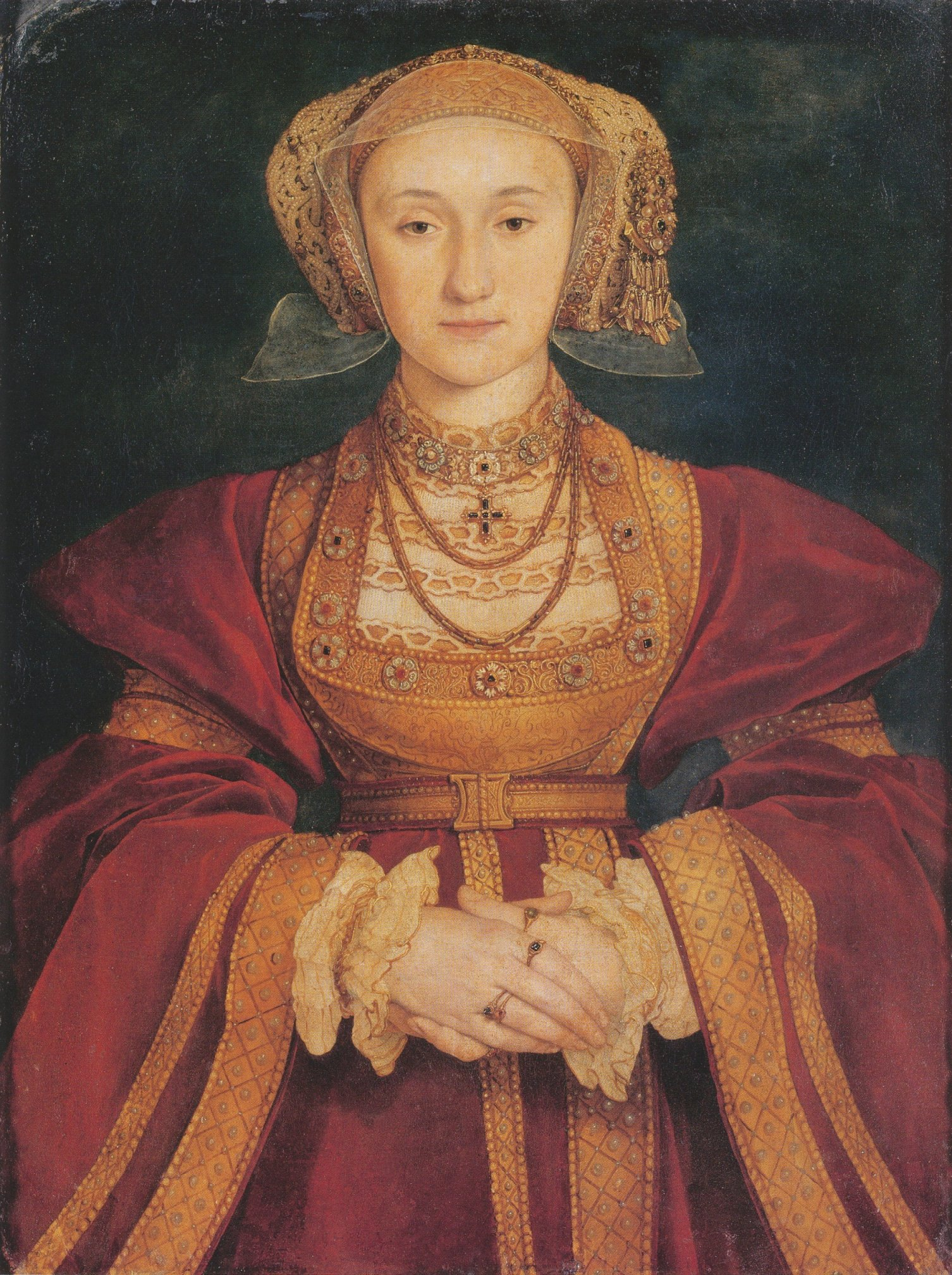
Анна Клевська

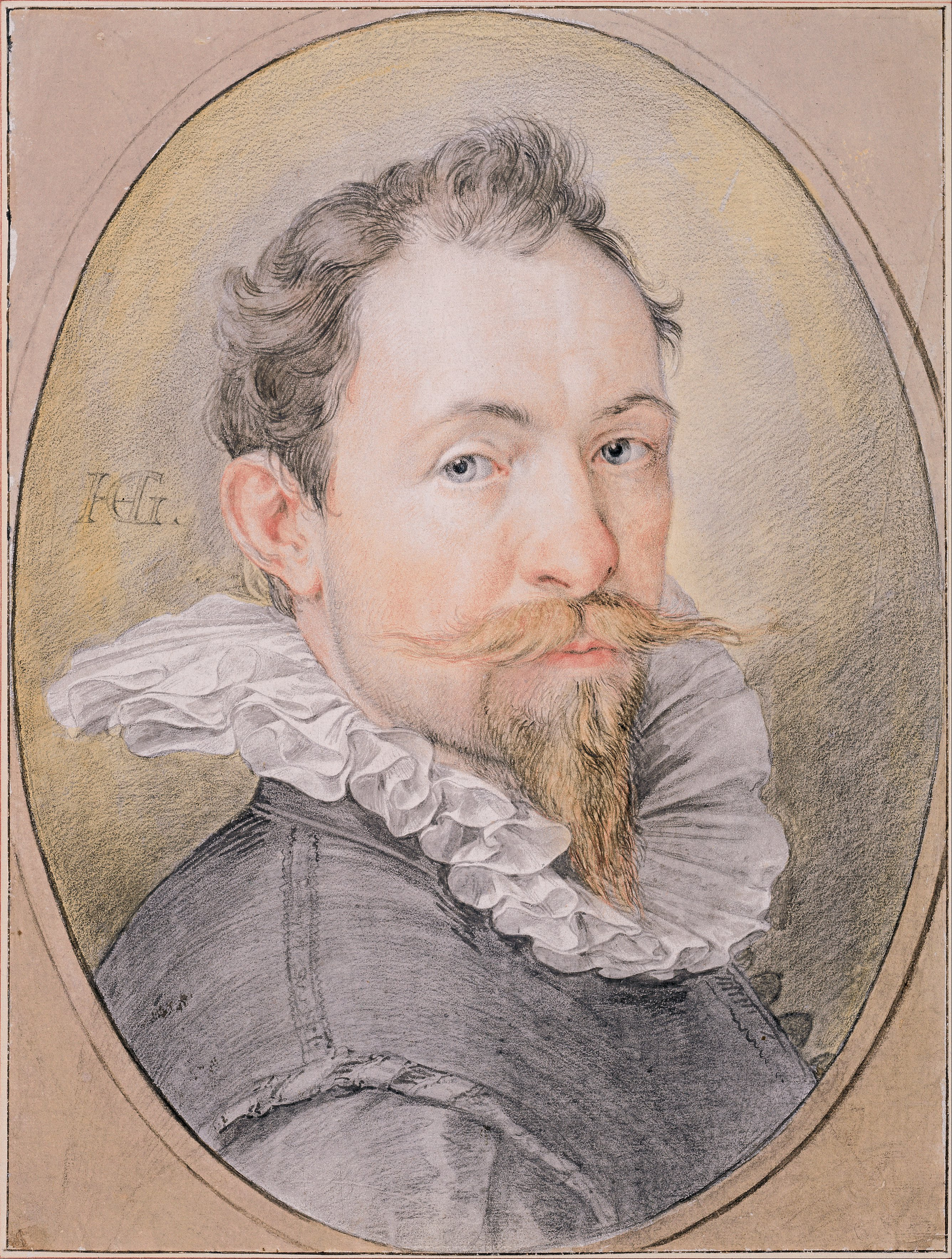
Хендрік Гольціус

Меркатор

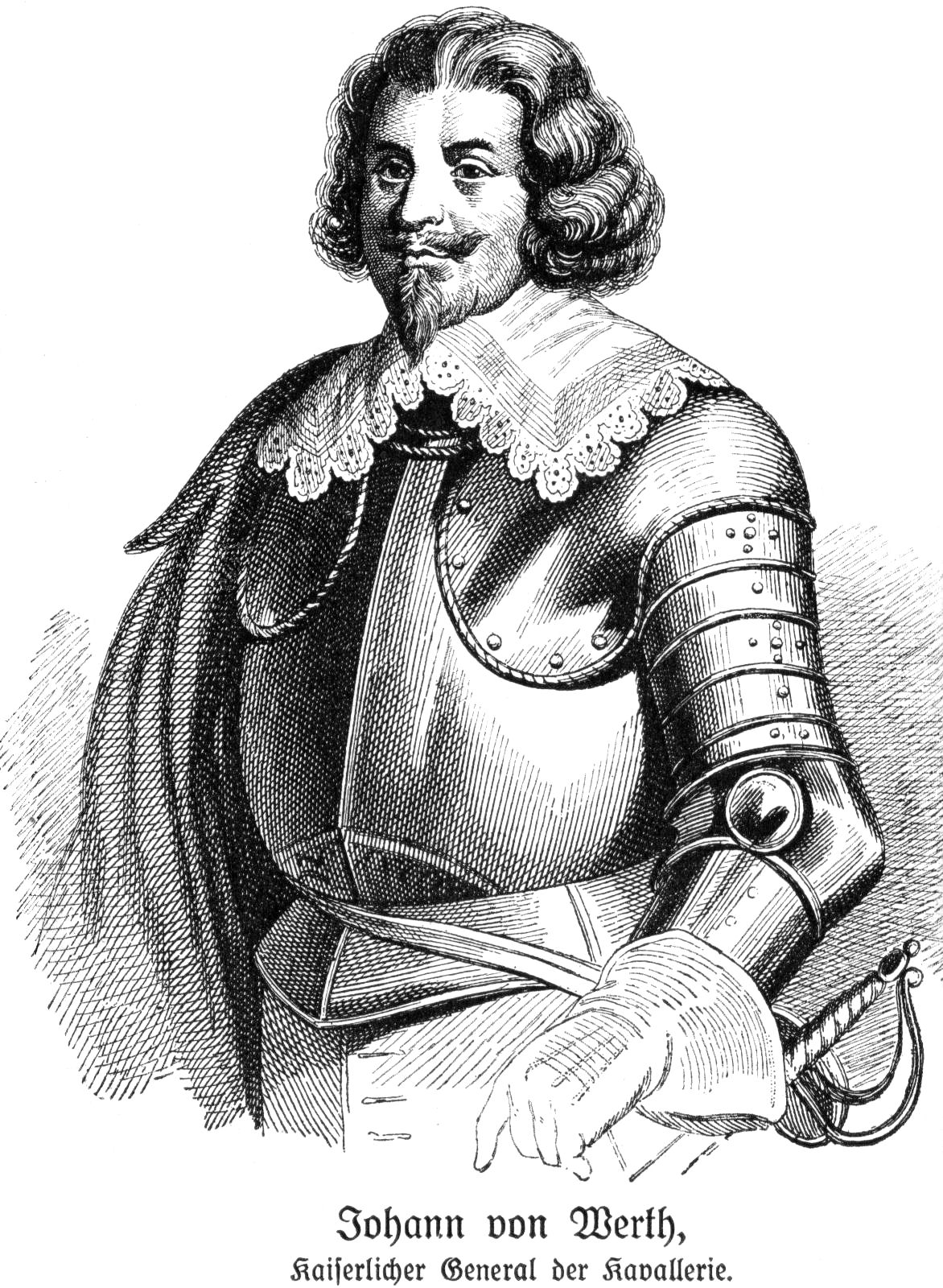
Йоганн фон Верт

- Рабин Ісаак бен Меїр з Дюрена, рабин, автор Шаарей Дура (XIII століття)
- Карл Йозеф Бегас, художник, батько німецького скульптора Рейнгольда Бегаса (1794—1854)
- Готфрід Людольф Кампгаузен, банкір і політик, прем'єр-міністр Пруссії (1803—1890)
- Анна Клевська, дворянка, королева Англії, четверта дружина Генріха VIII (1515—1557)
- Пітер Густав Лежен Діріхле, математик (1805—1859)
- Стаціус фон Дюрен, теракотовий скульптор (1520—1570)
- Хендрік Гольціус, гравер, кресляр і художник (1558—1617)
- Герман Генріх Госсен, економіст (1810—1858)
- Герман оп ден Графф, лідер менонітської громади (1585—1642)
- Фрідріх Йозеф Гаас, лікар, «святий лікар Москви» (1780—1853)
- Арнольд фон Харф, мандрівник і письменник (1471—1505)
- Карл Гайнцен, революціонер (1809—1880)
- Генрієтта Югель, художниця (1778—1850)
- Марія Юліх-Бергська, дворянка, герцогиня Юліх-Берґ, мати Сібілли, Анни та Амалії (1491—1543)
- Герман Легер, письменник (1595—1678)
- Ніколаус фон Майо де ла Трейль, військовий у званні генерал-лейтенанта, військовий міністр Баварського королівства  (1774—1834)
- Генріх фон дер Марк, військовий у званні генерал-лейтенанта, військовий міністр Баварського королівства (1782—1865)
- Якоб Масен, священик-єзуїт, історик, драматург і теолог (1606—1681)
- Герардус Меркатор, географ, космограф і картограф, батьки якого походили з Гангельта в Юліському герцогстві (1512—1594)
- Жан-Франсуа Обен, краснодеревщик, один із найвідоміших ебеністів, автор Bureau du Roi та дідусь по материнській лінії Ежена Делакруа
- Гошвін Нікель, священик-єзуїт, десятий генеральний настоятель Товариства Ісуса (1582—1664)
- Ірмгардіс Зюхтельнська, свята (1000—1065 або 1082/1089)
- Йоганн Вільгельм Ширмер, художник (1807—1863)
- Карл Каспар фон Зібольд, анатом, хірург, акушер і професор, який вважається засновником сучасної академічної хірургії (1736—1807)
- Фрідріх Шпе, священик-єзуїт, професор і поет (1591—1635)
- Пітер Стамп, фермер і ймовірний серійний убивця, звинувачений у перевертні (бл. 1535—1589)
- Кретьєн Урхан, скрипаль, альтист, органіст і композитор (1790—1845)
- Йоганн фон Верт, генерал кавалерії в Тридцятилітній війні (1591—1652)
- Йоганн Вейер, лікар і окультист (1515—1588)
- Вільгельм I Гельдерський і Юліський, герцог Гельдерський і Юліський, відомий своєю військовою діяльністю та войовничим ставленням (1364—1402)